# كريستين جونسون
كريستين أ. جونسون (بالإنجليزية: Christine A. Johnson)‏ (من مواليد 25 ديسمبر 1968) وهي سياسية أمريكية شغلت منصب عضو ديمقراطي في الحزب الديمقراطي في ولاية يوتا من عام 2007 حتى عام 2010.
انتقلت جونسون، وهي من مواطني تشارلستون (كارولاينا الجنوبية)، إلى وادي يوتا عندما كانت في سن المراهقة وحضرت مدرسة تيمب فيو الثانوية في بروفو. وفي وقت لاحق حضرت كلية ديكسي ستيت في سانت جورج (يوتا)، وكذلك كلية بالتيمور المجتمعية وجامعة مقاطعة كولومبيا. أمضت إحدى عشرة سنة في دراسة الكمان الكلاسيكي وهي عضوة سابقة في سيمفونية يوتا للشباب.
عندما أعلن ممثل الولاية روس آي روميرو أنه سيسعى للحصول على مقعد في مجلس الشيوخ في الولاية عام 2006، شاركت جونسون لتحل محله في مجلس النواب. وفازت جونسون، وهي المرأة الوحيدة من بين خمسة مرشحين يتنافسون على المقعد في المؤتمر الديمقراطي، بأكبر دعم من المندوبين. وفي 27 يونيو 2006 ، جرت انتخابات ابتدائية بين أكبر المرشحين، حيث فازت جونسون بنسبة 57 ٪ إلى 43 ٪. وفازت في الانتخابات العامة بنسبة 75.4 ٪ من الاصوات.
وهي رئيسة سابقة لمجلس المجتمع المركزي الشرقي في مدينة سولت لايك، وعملت أيضًا كعضوة في لجنة حقوق الإنسان في مدينة سولت ليك. تعتبر جونسون مثلية وكانت واحدة من ثلاثة أعضاء من المثليين في يوتا، مع عضو مجلس الشيوخ سكوت ماك كوي والنائب جاكي بيسكوبسكي. وهي عضوة مجلس إدارة سابق في Equality Utah وقد فازت حملاتها بدعم من صندوق النصر المثلي. كانت جونسون مدافعة عن البيئة، والمساواة بين المثليين، والحقوق الإنجابية للمرأة وشفافية الانتخابات. عملت في مجلس النواب، والتنمية الاقتصادية، والإيرادات والضرائب وكرئيسة لجنة مراجعة الضرائب. خلال الجلسة التشريعية لعام 2010 ، تفاوضت على قرار تشريعي مثير للجدل حول فواتير مكافحة المثليين مع رئيس مجلس الشيوخ آنذاك مايكل وهادوب.
في يناير / كانون الثاني 2010 ، كشفت جونسون أنها حامل وذلك كان في كاليفورنيا قبل إقرار الاقتراح 8. ولديها ابنة من زواج سابق. أنجبت جونسون في يونيو 2010.
في 4 مارس، 2010 أعلنت جونسون أنها لن تسعى لإعادة الانتخاب إلى بيت يوتا.
في يوليو 2010 ، أصبحت جونسون المديرة التنفيذية لمجموعة الحقوق المدنية لـ GLBT South Carolina Equality.
في كانون الثاني / يناير 2012 ، عرضت جونسون محاضرة لـ TEDx بعنوان «قل نعم» في كولومبيا ، كارولاينا الجنوبية.
في أكتوبر 2012 ، تنحت جونسون عن منصبها كمديرة تنفيذية لمساواة ساوث كارولينا. خلال 29 شهرًا من توليها منصب المدير التنفيذي، حصلت على لوحة الترخيص الثانية المؤيدة للمساواة وابتكرت PAC وهزمت فاتورة الرعاية الصحية لمكافحة المتعايشين جنسيًا.
في مايو 2013 ، أصبحت جونسون نائبة رئيس التنمية والتواصل المجتمعي لمنظمة الأبوة المخططة في واشنطن الكبرى وشمال ايداهو. في أوائل عام 2014 ، تمت ترقيتها إلى نائب رئيس الشؤون الخارجية واستقالت في وقت لاحق في 28 مارس 2014 للسفر على الصعيد الدولي والتشاور مع المنظمات غير الحكومية في الخارج.
في نوفمبر 2014 ، قبلت جونسون منصبًا مؤقتًا كمديرة برنامج تابع لفرع أعمال ساوث كارولاينا.

## وصلات خارجية
- South Carolina Equality